# Оконто (Висконсин)
Око́нто (англ. Oconto) — город в штате Висконсин, США, с населением 4708 человек по переписи населения 2000 года. Административный центр округа Оконто.

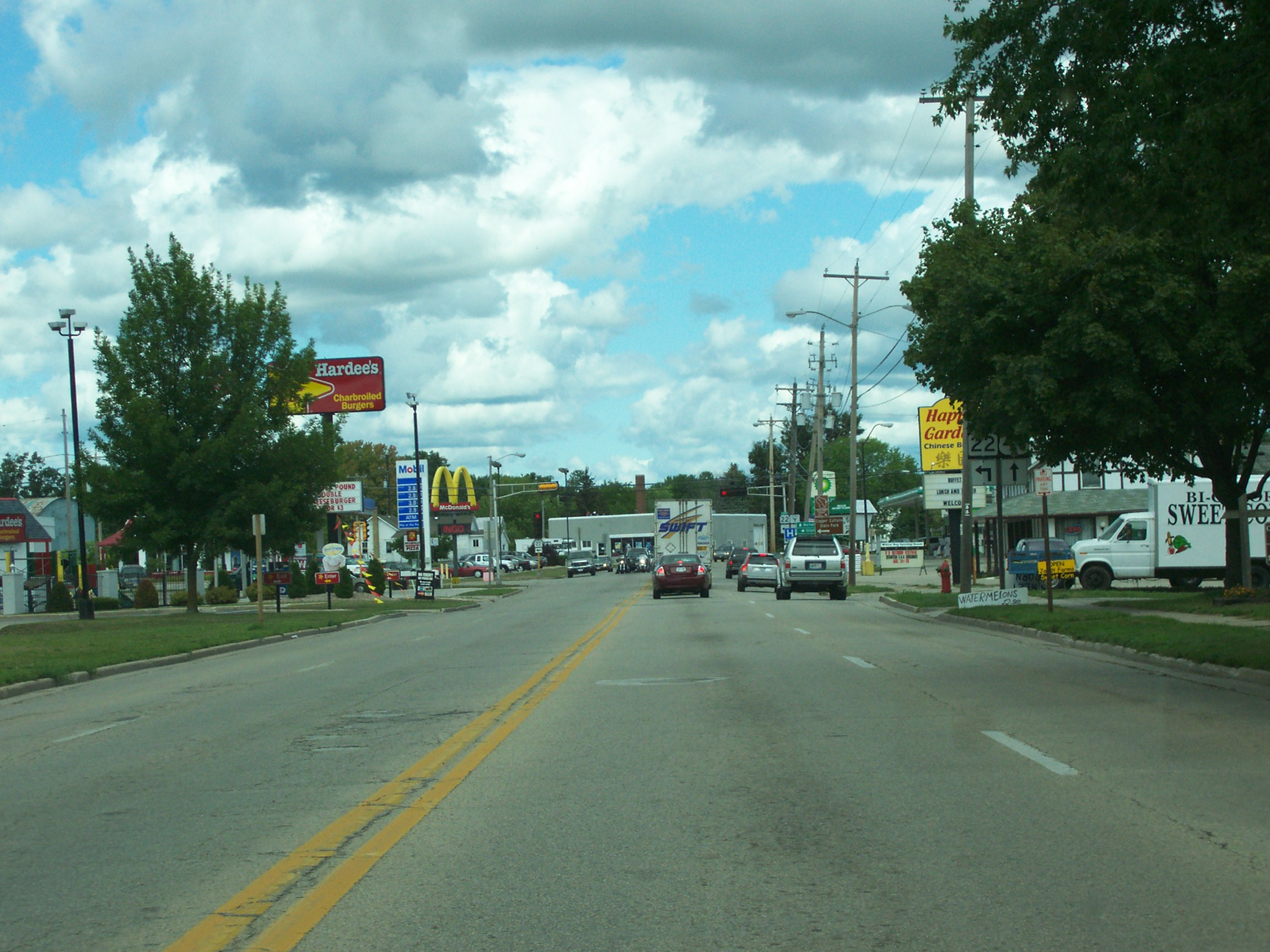
Автомагистраль 22 (Висконсин)

## История
В Оконто существует Медный Национальный Парк, место погребения индейцев. Французский иезуит, римско-католический священник и миссионер, Отец Клод-Жан Аллуз служил первую мессу в Оконто. Город Оконто был основан в 1869 году.

## География
Согласно Бюро переписи Соединённых Штатов, у города есть общая площадь 7.4 квадратных миль (19.1 км ²), из которых, 6.9 квадратных миль (17.8 км ²) являются землей, и 0.5 квадратных мили (1.2 км ²) занимает (6.39 %) вода. Оконто расположен в устье реки Оконто, которая впадает в озеро Мичиган.

## Образование
В Оконто доступны следующие учебные заведения:
- Oconto Elementary School
- Oconto Literacy Charter School
- Oconto Middle School
- Oconto High School

## Бизнес
В Оконто размещена компания Cruisers Yachts, бренд туристических судов, принадлежавших KCS International. Компания строит яхты от 30 до 58 футов длиной. Большинство моделей в очереди 2009 года предлагается как с бензиновым, так и с различными вариантами дизельного двигателя. Эта компания была одним из первых производителей яхт, которые используют двигательную установку Volvo Penta IPS.

## Демография
Согласно переписи населения в 2000 году в городе Оконто проживало 4708 человек, было зарегистрировано 1 870 домашних хозяйств и 1 221 семья, проживающих в городе. Плотность населения равняется 683.7 человек на квадратную милю (263.8/км ²), а также 2 040 жилых единиц в средней плотности 296.2 на квадратную милю (114.3/км ²). Расовый состав округа состоит из белых 97,79 %, афроамериканцев 0,02 %, коренных американцев 0,85 %, азиатов 0,17 %, океанийцев 0,06 %, представителей других рас 0,21 % и представителей смешанных рас 0,89 %. 0,79 % имеют латиноамериканские корни, согласно переписи 2000 года.
В Оконто было зарегистрировано 1 870 домашних хозяйств, из которых у 33,2 % были дети моложе 18 лет , 49,1 % супружеских пар проживали совместно, 11,5 % составляли матери-одиночки, и отношения 34,7 % пар не были узаконены.
25,8 % населения города моложе 18 лет, 8,8 % от 18 до 24, 27,8 % от 25 до 44, 21,0 % от 45 до 64, и 16,7 % старше 65 лет. Средний возраст составлял 37 лет. На 100 женщин приходились 92.2 мужчин. На 100 женщин старше 18 лет приходились 89.0 мужчин.
Средний показатель доходов для домашнего хозяйства в городе составлял 34 589 долларов, и средний показатель доходов для семьи составлял 43 676 долларов. У мужчин был средний показатель доходов 27 455 долларов против 22 083 доллара у женщин. Доход на душу населения для города составлял 20 717 долларов. Приблизительно 5,2 % семей и 8,8 % населения находились за чертой бедности.
Таблица с историческими данными переписи населения показывает, что в течение XX века численность населения города Оконто практически не изменялась.